# Monaco op het Eurovisiesongfestival 1971
Monaco nam deel aan het Eurovisiesongfestival 1971, gehouden in Dublin, Ierland. Het was de dertiende deelname van het land aan het Eurovisiesongfestival.

## Selectieprocedure
Monaco werd vertegenwoordigd door de Franse zangeres Séverine, die door de Monegaskische omroep TMC intern was gekozen. Dat de zangeres zelf nog nooit in Monaco was geweest, werd niet als een belemmering gezien. Séverine nam deel met het lied Un banc, un arbre, une rue, dat eveneens intern geselecteerd was.

## In Dublin
Het Eurovisiesongfestival vond plaats op 3 april 1971. Séverine trad aan als derde van 18 deelnemers. Ze werd tijdens haar optreden bijgestaan door vier achtergrondzangers om het optreden nog meer kracht bij te zetten. Voorafgaand aan het festival werd Monaco al getipt als de winnaar van dit festival, en uiteindelijk wist Séverine ook de overwinning op haar naam te schrijven. Met 128 punten sleepte zij de eerste en tot op heden enige songfestivalzege voor Monaco in de wacht.
Naast de originele Franstalige versie werd Un banc, un arbre, une rue door Séverine ook opgenomen in andere talen, waaronder in het Engels onder de titel Chance in time.
1959 · 1960 · 1961 · 1962 · 1963 · 1964 · 1965 · 1966 · 1967 · 1968 · 1969 · 1970 · 1971 · 1972 · 1973 · 1974 · 1975 · 1976 · 1977 · 1978 · 1979 · 1980-2003 · 2004 · 2005 · 2006 · 2007-2025